# 25164 Sonomastate
25164 Sonomastate este o planetă minoră (asteroid), cu un diametru de 3,16 km, din centura de asteroizi. A fost descoperită pe 19 septembrie 1998 la Stația Anderson Mesa de Lowell Observatory Near-Earth-Object Search. 
Obiectul prezintă o orbită caracterizată de o semiaxă mare de 2,3601394 UAi, o excentricitate de 0,25, o înclinație de 7,85864 ° în raport cu ecliptica.